# 刘向松
刘向松（1957年1月—），重庆市人，中华人民共和国政治人物。

## 生平
1975年9月参加工作。1975年9月到1976年3月，为新疆生产建设兵团农二师二十八团一连知青。1976年3月到1979年9月，任新疆生产建设兵团农二师二十八团一连副连长。1978年5月加入中国共产党。1979年9月到1982年9月，任新疆生产建设兵团农二师二十八团组干科青年干事。1982年9月到1983年2月，任新疆生产建设兵团农二师政治部干事。1983年2月到1986年9月，任新疆生产建设兵团农二师团委干事。1986年9月到1989年8月，任新疆生产建设兵团农二师团委副书记。1989年8月到1993年1月，任新疆生产建设兵团农二师团委书记（1992年9月到1995年9月，在中共新疆生产建设兵团党委党校经济管理专业函授大专学习；1991年9月到1992年7月在中共新疆生产建设兵团党委党校一年制中青班学习）。
1993年1月到1993年12月，任新疆生产建设兵团农二师三〇团党委书记、政委。1993年12月到1995年12月，任新疆生产建设兵团工一师党委常委、副政委。1995年12月到1996年8月，任新疆生产建设兵团团委副书记。1996年8月到2001年1月，任新疆生产建设兵团团委书记（1996年8月到1998年12月在中共中央党校函授经济管理专业本科学习；1997年9月到1998年1月在中共中央党校厅局级班学习）。
2001年1月到2006年1月，任新疆生产建设兵团农十师党委书记、政委，中共阿勒泰地委委员（1999年9月到2002年8月在中共中央党校研究生院经济管理专业在职研究生班学习，获得中央党校研究生学历；2002年3月到2003年1月在中共中央党校中青班学习）。2006年1月到2006年2月，任新疆生产建设兵团农一师党委书记、政委。2006年2月到2008年6月，任新疆生产建设兵团农一师阿拉尔市党委书记、农一师政委，阿拉尔市人大常委会主任，中共阿克苏地委委员。
2008年6月到2011年10月，任中共新疆生产建设兵团党委常委、组织部部长。2011年11月起，任中共新疆生产建设兵团党委常委、纪委书记。2012年4月起，任中共新疆生产建设兵团党委常委、副政委、纪委书记。2012年，任第十八届中央纪律检查委员会委员。